# 北川珠望
北川 珠望（きたがわ たまみ、1985年12月24日 - ）は、東京都江戸川区出身の女性ファッションモデル、タレント。
山羊座。LSK Production inc所属。2003年から2007年まで『Fine』（日の出出版）専属モデル。

## 人物
- 趣味：雲観察、海、山、ダーツ、ビリヤード、釣り、ゴルフ、競馬、サーフィン、オートレース、格闘技等（K-1,PRIDE,RISE等）。
- 夢：馬主（幼少期から）
- 16歳の頃、友達の紹介でなんとなく芸能事務所に所属する。『Fine』のオーディションに通過し、専属モデルに抜擢される。あまり人見知りをしないため年下でも年上でも気軽にタメ口で話しかける。TV番組のプロデューサー等にも同様のスタンスで接するが、その自由奔放 で明るく人なつっこい性格から他人から嫌われることは殆どない。ダーツやビリヤードは大会に出場し優勝するなどの経験もあり楽しいと感じることにはとことん積極的になる。
- 雲が好きで、毎日欠かさず雲観察を行い自身のブログにアップしている。お天気おねぇさんのお仕事がくるのではと期待に胸を膨らませているとのことだが、今のところ特に予定はない。
- 好きな動物は馬とブタ。馬のつむじを探すのが大好きらしい。
- 霊感が強く、以前住んでいた家では家族全員が幽霊を見ることになり、そのことが原因で引越を余儀なくされた。
- 多趣味なことからその友好関係は幅広い。中でもチャン・ドンゴンに誕生日のお祝いをしてもらったことを自慢としている。
- 中学生の頃に20日間ほど家出をし、その期間中に実家が引っ越しを行なった。そこで帰る家がなくなったところを警察に補導され引っ越し先に連れていってもらったという経歴を持つ。

## 出演

### 雑誌
- 「Fine」2003年〜2007年専属モデル
- 「Pixie lady」表紙
- 「sweet」
- 「Vanity Woman」etc...

### テレビ
- 森田一義アワー 笑っていいとも!（フジテレビ）
- debuya（テレビ東京）
- アイコレ・アイ（テレビ埼玉）　アイコレ・ガール
- 国民クイズ常識の時間（日本テレビ）
- 出没!アド街ック天国（テレビ東京）
- LOVE☆ONE Station（テレビ神奈川）
- 全力坂（テレビ朝日）etc...

### 広告・CM・ショー・アパレル
- 『GSM On-line shop』billa bongモデル
- 『NATURA ヘアーショー』
- 『ムラサキスポーツファッションショー』
- 『Town&Country』広告モデル
- 『GENTEEL-ジェンティール-』イメージモデル
- 『HairSalon ganancia』広告モデル
- 『3GDF』広告モデル
- 『GREEN ROOM』イメージモデル
- 『allusion』通販サイトモデル
- 『Sweet』通販サイトモデル
- 『JURIANOJURRIE・Lamiela・JSG』オフィシャルweb通販サイトモデル
- 『HEAVEN and Earth』オフィシャルweb通販サイトモデル
- 『響進クイーンズスティックCM』